# Campillos-Sierra
Campillos-Sierra település Spanyolországban, Cuenca tartományban. Campillos-Sierra Tejadillos, Cañete, Valdemorillo de la Sierra, Valdemoro-Sierra és Huerta del Marquesado községekkel határos. Lakosainak száma 32 fő (2024).

## Népesség
A település népessége az utóbbi években az alábbiak szerint változott:
| Lakosok száma | 103  | 82   | 78   | 65   | 56   | 40   | 32   | 38   | 29   | 32   |
|               | 2001 | 2003 | 2006 | 2008 | 2011 | 2014 | 2017 | 2019 | 2022 | 2024 |